# Адамова-Слиозберг, Ольга Львовна
Ольга Львовна Адамова-Слиозберг (1 августа 1902, Самара — 9 декабря 1991, Москва) — многолетняя узница ГУЛАГа, автор воспоминаний, переведённых на многие языки.

## Биография
Родилась в Самаре в семье портного. В 1909 году поступила в самарскую частную женскую гимназию Н. А. Хардиной и окончила её в 1919 году. В том же 1919 году поступила в Московский университет, где получила специальность экономиста.
В 1928 году вышла замуж за Юделя Рувимовича Закгейма (1898—1936), доцента Московского университета. В 1930-е годы работала в Главном управлении кожевенной промышленности при Наркомате лёгкой промышленности.
10 марта 1936 года Ю. Р. Закгейм арестован по обвинению в контрреволюционной террористической деятельности. Военной коллегией Верховного суда приговорён к высшей мере, расстрелян 4 октября 1936 года. Вслед за мужем 27 апреля 1936 года арестована О. Л. Слиозберг. В августе 1936 переведена из Лубянской тюрьмы в Бутырскую тюрьму.
12 ноября 1936 на судебном заседаний Военной коллегии Верховного Суда по обвинению по статьям 19-58-8 и 58-11 УК РСФСР приговорена к 8 годам тюремного заключения со строгой изоляцией и 4 годам последующего поражения в политических правах с конфискацией имущества.
С конца 1936 года по весну 1938 в заключении в Соловецкой тюрьме особого назначения (СТОН), с весны 1938 по июль 1939 — в Казанской и Суздальской тюрьмах. 10 июля 1939 года отправлена этапом на Колыму. С августа 1939 по апрель 1944 в Магаданском лагере работала бригадиром землекопов, нормировщицей, рабочей на лесозаготовках, на покосе, бригадиром полеводческой бригады. Находилась в лагпункте «Чёртово колесо». Дружила с М. Кизельштейн, Н. И. Гаген-Торн, М. Мино, Н. В. Гранкиной.
27 апреля 1944 года освобождена из лагеря на «вечное поселение» на Колыме. Вышла замуж за Николая Васильевича Адамова (1902—1964). Работала в бухгалтерии, преподавателем в школе. Брату Слиозберг Михаилу, крупному секретному инженеру, удалось через заместителя наркома вооружения Владимира Николаевича Новикова обратиться к начальнику Дальстроя Никишову (фактическому «хозяину» Колымского края) с просьбой отпустить Ольгу Львовну на материк. В июле 1946 отпущена с Колымы и 6 августа вернулась в Москву. Жила с семьей под Москвой втайне от властей. В Москву к Ольге Львовне приехал её муж Н. В. Адамов.
29 августа 1949 повторно арестована. После заключения в тюрьме на Малой Лубянке и в Бутырской тюрьме в середине декабря 1949 этапирована на место ссылки в Караганду. Устроилась на работу в пошивочном ателье. Дружила с В. Герлин, Ю. Айхенвальдом, Н. Коржавиным, А. Есениным-Вольпиным. В Караганду, место ссылки жены, приехал жить Н. В. Адамов. 29 апреля 1951 Н. В. Адамов повторно арестован.
В 1954 году снят приговор «вечной ссылки». Поездка к Н. В. Адамову в Степлаг (Джезказган). В 1955 году окончательно вернулась в Москву.
19 мая 1956 года реабилитирован первый муж, Ю. Р. Закгейм. 14 июня 1956 Военной коллегией Верховного суда дело Ольги Львовны прекращено. Снова начала писать мемуары.
В 1964 году Н. В. Адамов скончался в Воронеже.
Ольга Львовна Адамова-Слиозберг скончалась 9 декабря 1991 в Москве. Похоронена на Донском кладбище (участок № 1), рядом с вторым мужем.

## Семья
- Первый муж — Юдель Рувимович Закгейм[4] (1898—1936), арестован, расстрелян.
  - Сын — Александр Закгейм (1930—2017)
  - Дочь — Эльга Силина (1931 г. р.)
- Второй муж — Николай Васильевич Адамов (1902—1964), арестован в 30-е годы, повторно арестован в 28 мая 1951 года, отбывал срок в Степлаге.
- Брат — Михаил Слиозберг, ученый.
- Сестра — Елена (в замужестве Самодурова),
- Сестра — Полина (в замужестве Тронина),
- Сестра — Ида.

## Произведения
- Адамова-Слиозберг О. Л. Путь // Доднесь тяготеет. Вып. 1 : Записки вашей современницы / сост. С. С. Виленский. — М. : Сов. писатель, 1989. — С. 6-123.
- Адамова-Слиозберг О. Л. Путь / предисл. Н. Коржавина; худож. Д. С. Мухин. — М. : Возвращение, 1993. — 254 с.; Издание 2-е: М. : Возвращение, 2002. — 288 с.; Издание 3-е: М. : Возвращение, 2009. — 272 с.; Издание 4-е: М.: Возвращение, 2015—272 с.
- Adamova-Sliozberg Olga et alii, L’aujourd’hui blessé, Lagrasse, Éditions Verdier, collection «Slovo», 1997, 441 p.
- Sliozberg-Adamova Ol’ga, Il mio cammino 1936—1956. Giorno dopo giorno, il drammatico racconto in prima persona di una donna internata nei gulag staliniani, acura di Francesca Fici, Le Lettere, Firenze 2003.
- Adamowa-Sliosberg, Olga. Mein Weg, in: Weggesperrt. Frauen im Gulag, hrsg. v. Nina Kamm Berlin 2009, S. 11-118.
- Adamova-Sliozberg, Olga. My Journey: How One Woman Survived Stalin’s Gulag. Translation by Katharine Gratwick Baker. Evanston, IL: Northwestern University Press. 2011. 312 p. ISBN 978-0-810127-39-5